# 薩芬維爾

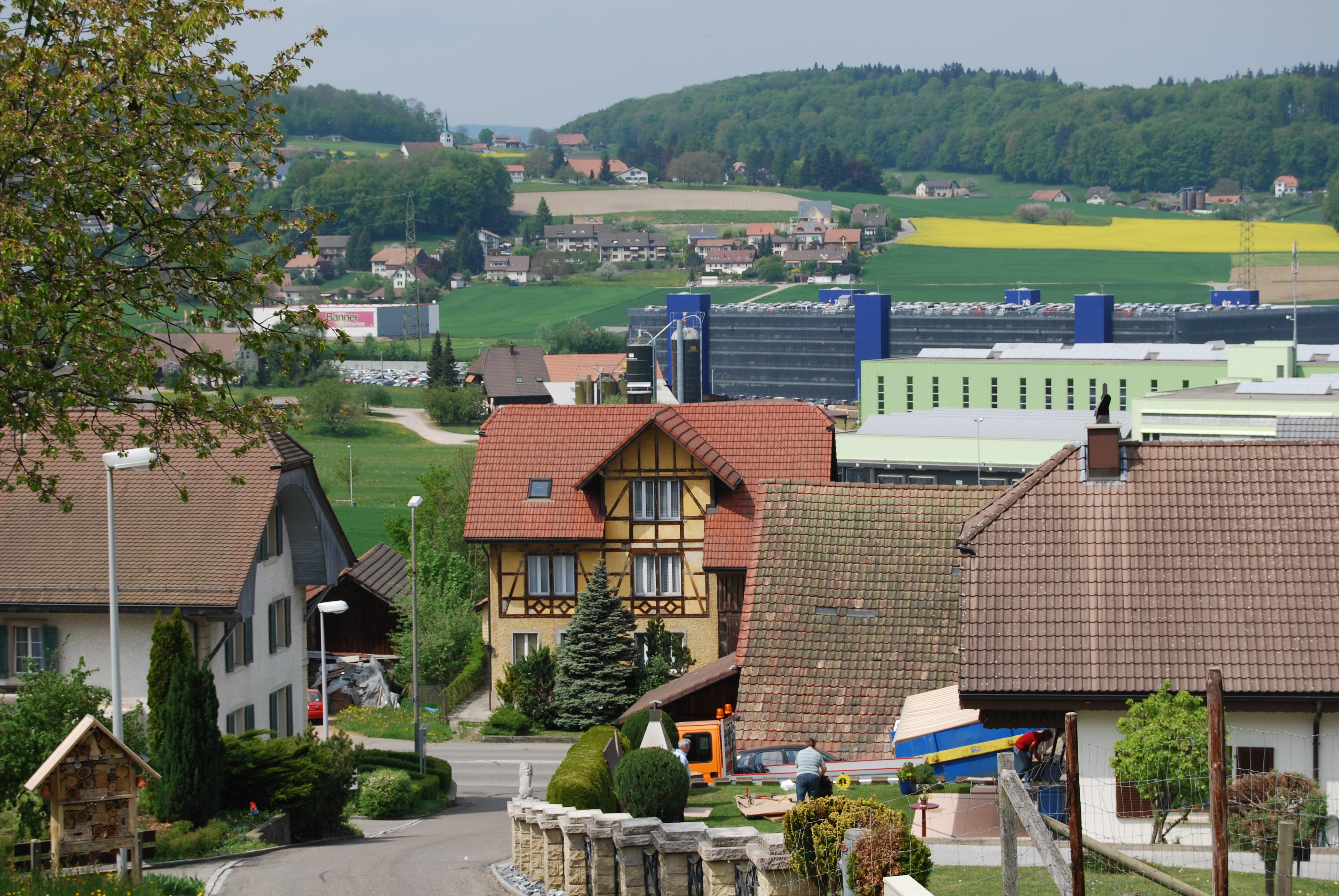

薩芬維爾是瑞士的城鎮，位於該國北部，由阿爾高州負責管轄，面積5.99平方公里，海拔高度483米，2012年人口3,556，六成人口信奉羅馬天主教，人口密度每平方公里594人。

## 外部連結
- Official website （德文）